# Surkhang
Surkhang é uma aldeia e um village development committee (lit.: "comité de desenvolvimento de aldeia") do distrito de Mustang, da zona de Dhaulagiri da região Oeste do Nepal. Em 2011 tinha 360 habitantes e 103 residências.
Situa-se no vale do Kali Gandaki, a leste de Charang e a sul de Lomanthang e a norte de Chhusang e Kagbeni. Fazia parte do antigo reino de Mustang.
O village development committee tem as seguintes aldeias:
- Dhegaun (3 910 m)
- Gharagaun (3 910 m)
- Ghuma Thant (4 856 m)
- Kachacha (5 360 m)
- Khete (3 950 m)
- Paha (4 220 m)
- Phanyakawa (3 610 m)
- Selibung (6 328 m)
- Surkhang (3 420 m)
- Tange (3 340 m)
- Thanti (5 410 m)
- Thapulghoch (5 328 m)
- Yaragaun (3 610 m)